# ベルナール・カゾニ
ベルナール・ルネ・ミシェル・カゾニ（Bernard René Michel Casoni、1961年8月5日-）は、フランス・アルプ＝マリティーム県・カンヌ出身の元サッカー選手、サッカー指導者。

## 所属クラブ
- ASカンヌ 1978-1984
- スポルタン・トゥーロン・ヴァール 1984-1988
- マトラ・ラシン 1988-1989
- スポルタン・トゥーロン・ヴァール 1989-1990
- オリンピック・マルセイユ 1990-1996

## 指導歴
- オリンピック・マルセイユ 1999-2000
- ASカンヌ 2001
- エトワール・サヘル 2002
- スタッド・チュニジアン 2003
- アルメニア代表 2004-2005
- SCバスティア 2005-2009
- エヴィアン・トノン・ガイヤールFC 2010-2012
- クラブ・アフリカーン 2012
- AJオセール 2012-2014
- ヴァランシエンヌFC 2014-2015
- ヴィデオトン 2015
- ロリアン 2016-2017
- MCアルジェ 2017-2018
- アル・ホールSC 2018-2019
- MCアルジェ 2019
- MCオラン 2020-2021
- MCウジダ 2021
- IRタンジェ 2021
- USオルレアン・ロワレ 2023-

## タイトル
選手として
- オリンピック・マルセイユ

リーグ・アン (2) : 1991, 1992
UEFAチャンピオンズ・リーグ (1) : 1993
リーグ・ドゥ (1) : 1995
監督として
- エヴィアン

リーグ・ドゥ (1) : 2011